# Герб Рорайми
Герб Рорайма — геральдична емблема та один з офіційних символів бразильського штату Рорайма.

## Історія
Герб був обраний демократичним шляхом через публічний конкурс і заснований урядом штату, а автором його є Антоніо Барбоза Мело.

## Геральдичний опис
Автор-геральдист описав це так:
- Рис: експортний продукт;
- Тубільна зброя: шанування племен держави;
- Старатель: шанування корисних копалин;
- Монте-Рорайма: гірський хребет, який походить від назви штату;
- Чапля: типовий птах цього місця.